# Rokoko

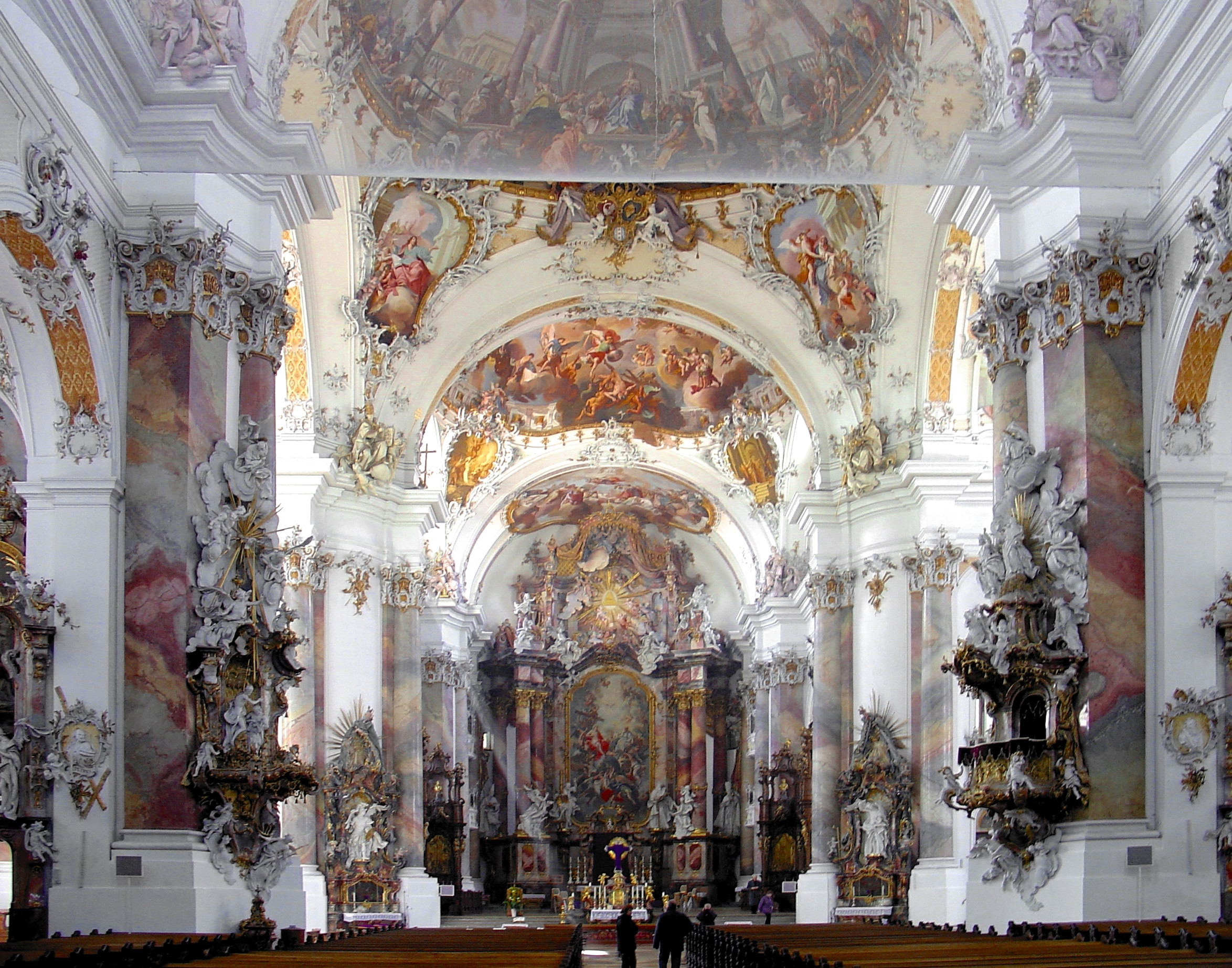
Interiör i klosterkyrkan i Ottobeuren.

Rokoko (från franskans rococo, efter rocaille, ’oregelbunden klippformation’) eller Ludvig XV:s stil  är en stil inom konsten som hade sin glansperiod i Europa under mitten av 1700-talet. 

## Arkitektur och konst
Termen rokoko uppkom i Frankrike på 1800-talet som benämning på den stil från föregående sekel som utmärkte sig genom användandet av snäckor i sin asymmetriska dekoration. Ursprungligen var termen nedsättande (och är det i viss mån fortfarande på franska) men den används nu rent neutralt.
Rokokostilen bygger på de kinesiska stildrag som hade blivit påfallande under senbarocken men förhåller sig ännu friare till antika ideal och har en fullt utvecklad asymmetri som aldrig förekommer i senbarocken eller régencen.
Rokokons arkitektur bygger på atektonik, då man i fasaden vanligen sökte dölja byggnadens konstruktionselement, det vill säga arkitektoniska element som kolonner och pilastrar reduceras till ett minimum.
Stilen undviker det kantiga och stelt regelbundna och väggarna dekoreras med ramverk i spröda linjer och smidiga snirklar, med ornament, där snäck- och musselformen ofta återkommer tillsammans med buketter och girlander i osymmetriskt uppbyggda kompositioner. Även bildkonsten påverkades av rokokostilens rörlighet, färgglädje och mjuka behag.
Rokokon utanför Sverige indelas vanligtvis i tre perioder:

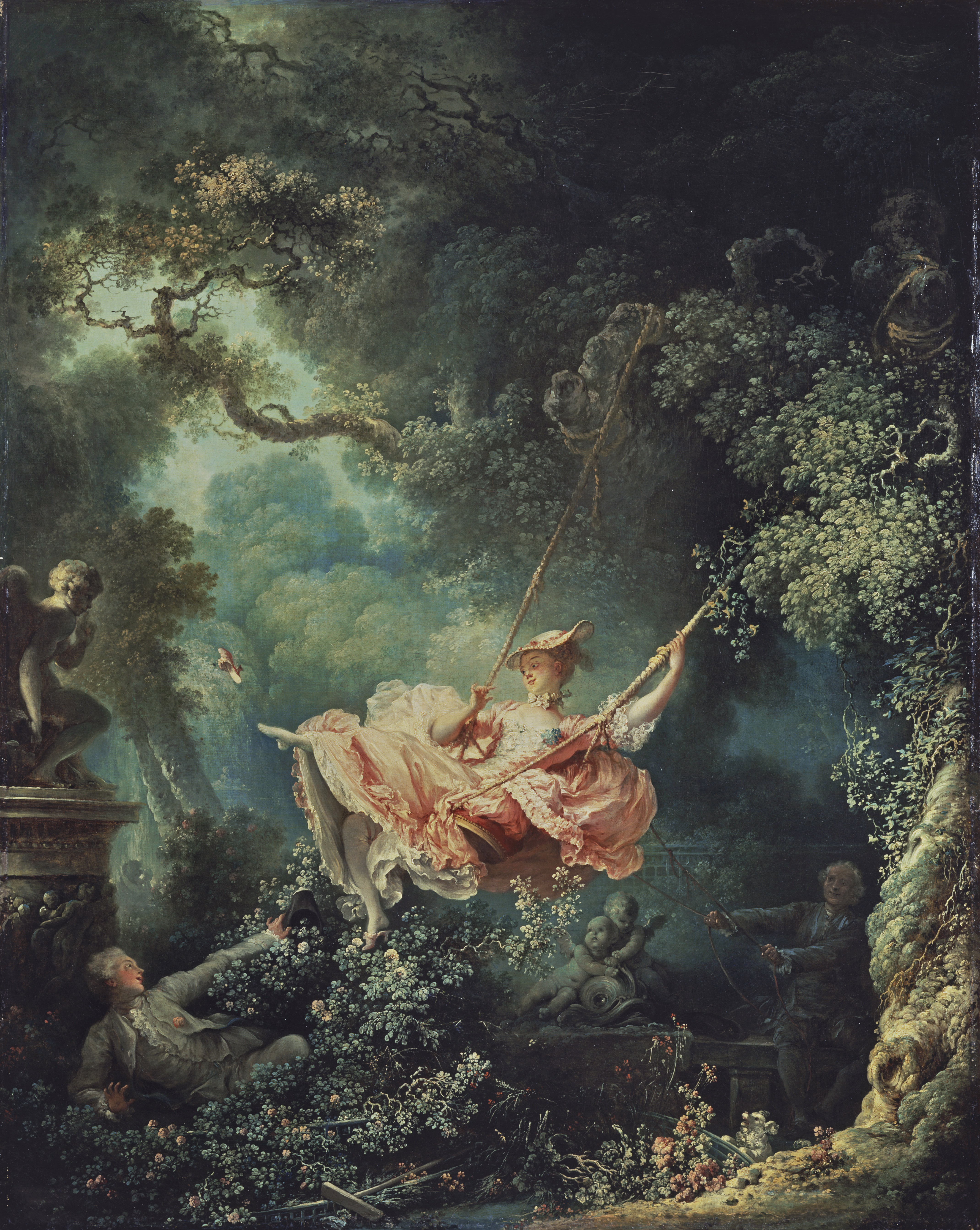
Målning av Jean-Honoré Fragonard, 1767

1. Régence (1715–1730[4]) efter Ludvig XV:s förmyndarregering
2. Rocaille (1730–1745), efter rokokons främsta ornamenttyp[1]
3. Pompadour (1745–1764[5]), efter Madame de Pompadour, Ludvig XV:s älskarinna

Régence- och rocaille-stilarna brukar falla under begreppet senbarock.
På 1800-talet återkom rokokon i ny tappning, som nyrokoko.

## Rokokons musik
Johann Sebastian Bachs yngre söner drev det som kallas rokoko, det vill säga den galanta stilen (har sin utgångspunkt i Frankrike med mest pianomusik) och känslosamma stilen som har sin utgångspunkt i Tyskland med mänskliga lidelser och känslor.
Kompositörer som räknas hit är Wolfgang Amadeus Mozart (1756-1791) Ludwig van Beethoven (1770-1827) och Joseph Haydn (1732-1809).

## Bilder

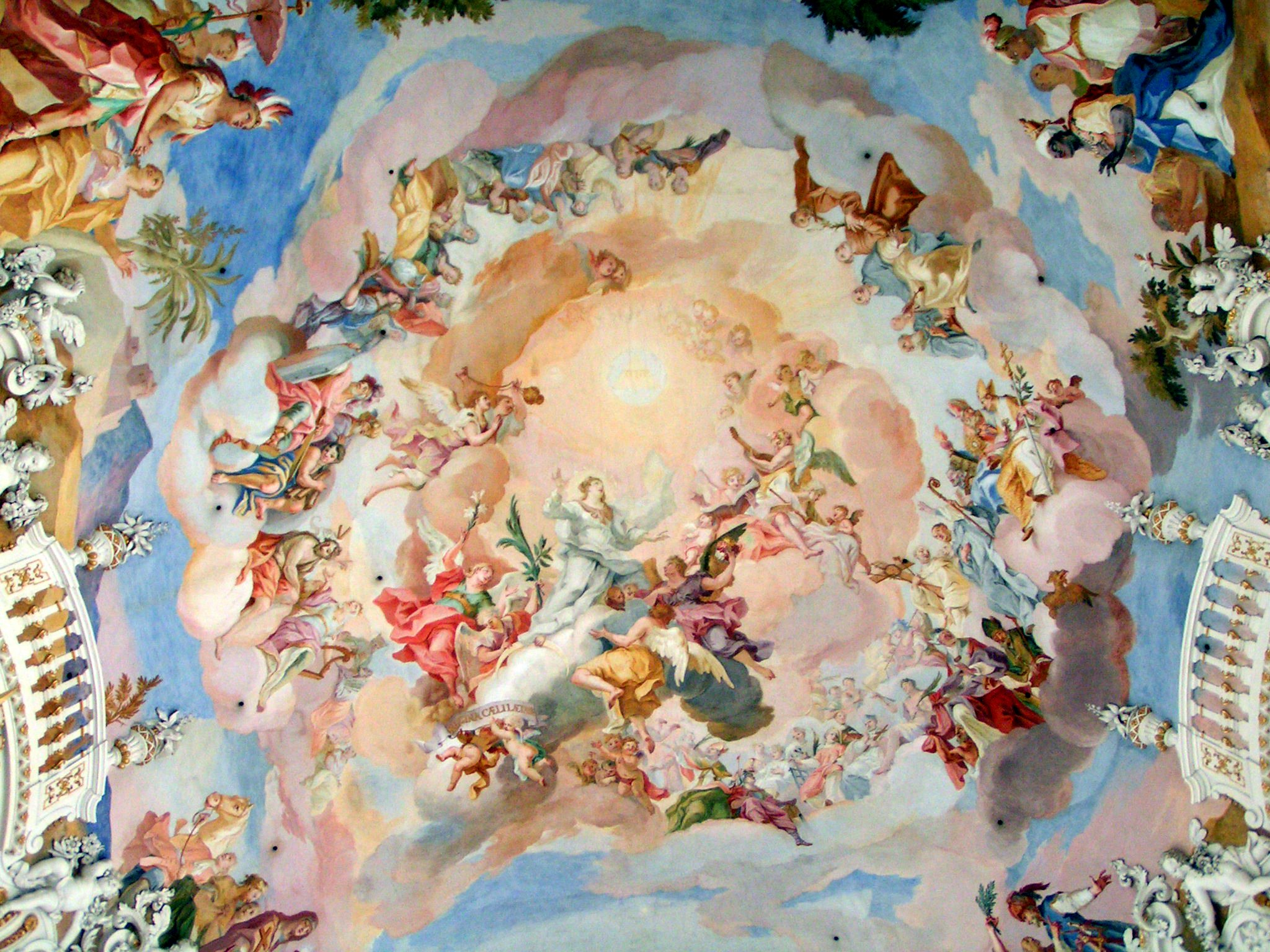
Vallfartskyrkan i Steinhausen (takmålning)
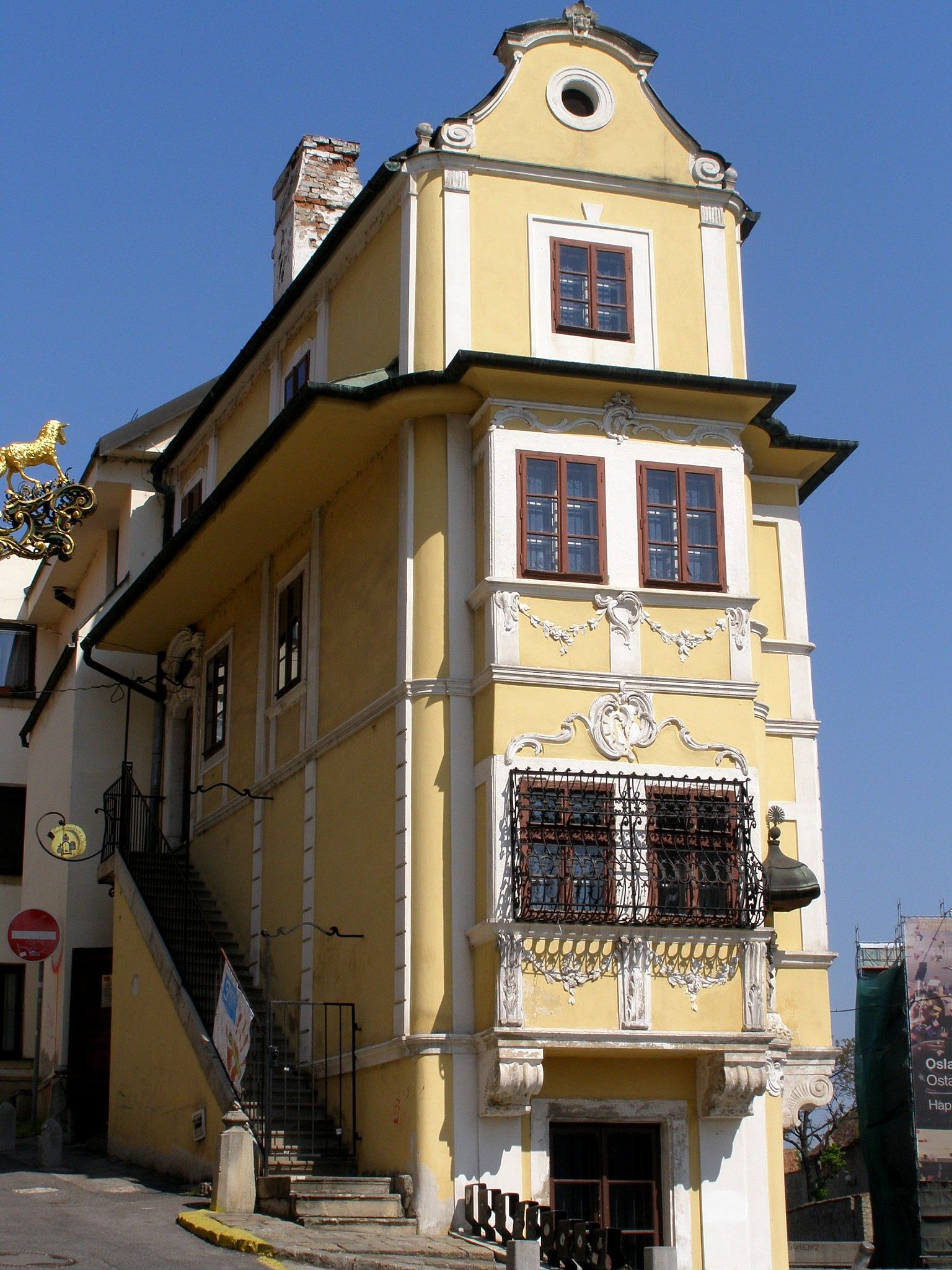
1700-talshus i Bratislava
Sekretär från 1700-talets mitt.
Flaska av guld från 1764.
Ljusstakar från 1700-talets mitt med rokokoornament
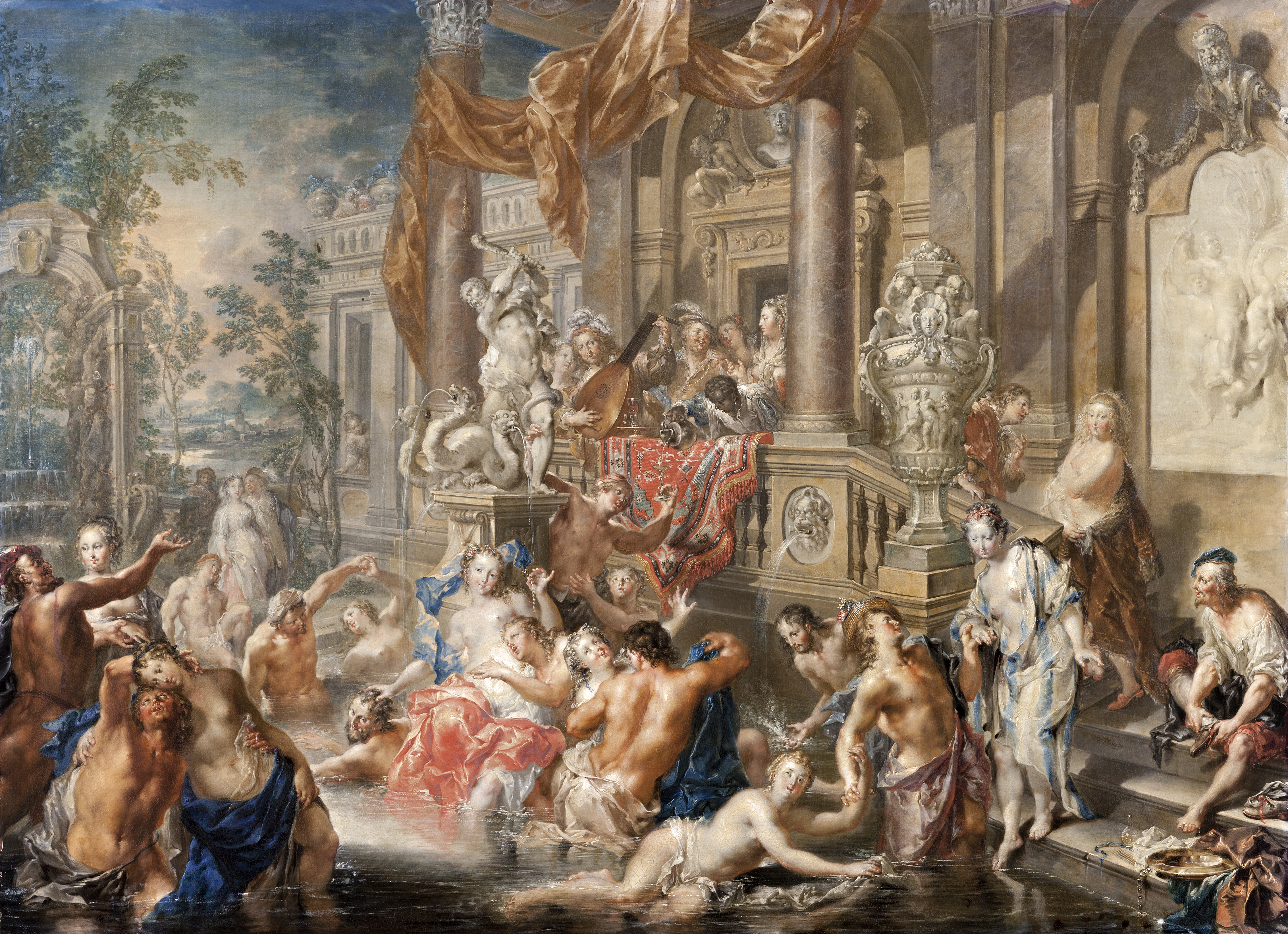
Målning av Johann Georg Platzer, 1730-tal.
Lovisa-Ulrikas Kröningssko, 1751.